# ロシア人
ロシア人（ロシアじん）、ロシア民族（ロシア語: Русские）、樺太アイヌ語: Nucaは、現在のロシア連邦において多数派を占める民族集団である。ロシア連邦（80%以上）・ウクライナ（17.3%）・ベラルーシ（11.4%）などを中心として旧ロシア帝国や旧ソビエト連邦構成国に広く居住する。

## 人口
居住各国の統計から算出すると1億3,000万人を超えており、世界でも人口の多い民族の一つである。およそ1億1600万人がロシア連邦内に、1600万人がロシアの近隣諸国に住んでいる。その他、約460万人が世界各国に居住し、その多くはアメリカ合衆国と西ヨーロッパ諸国である。

## 文化

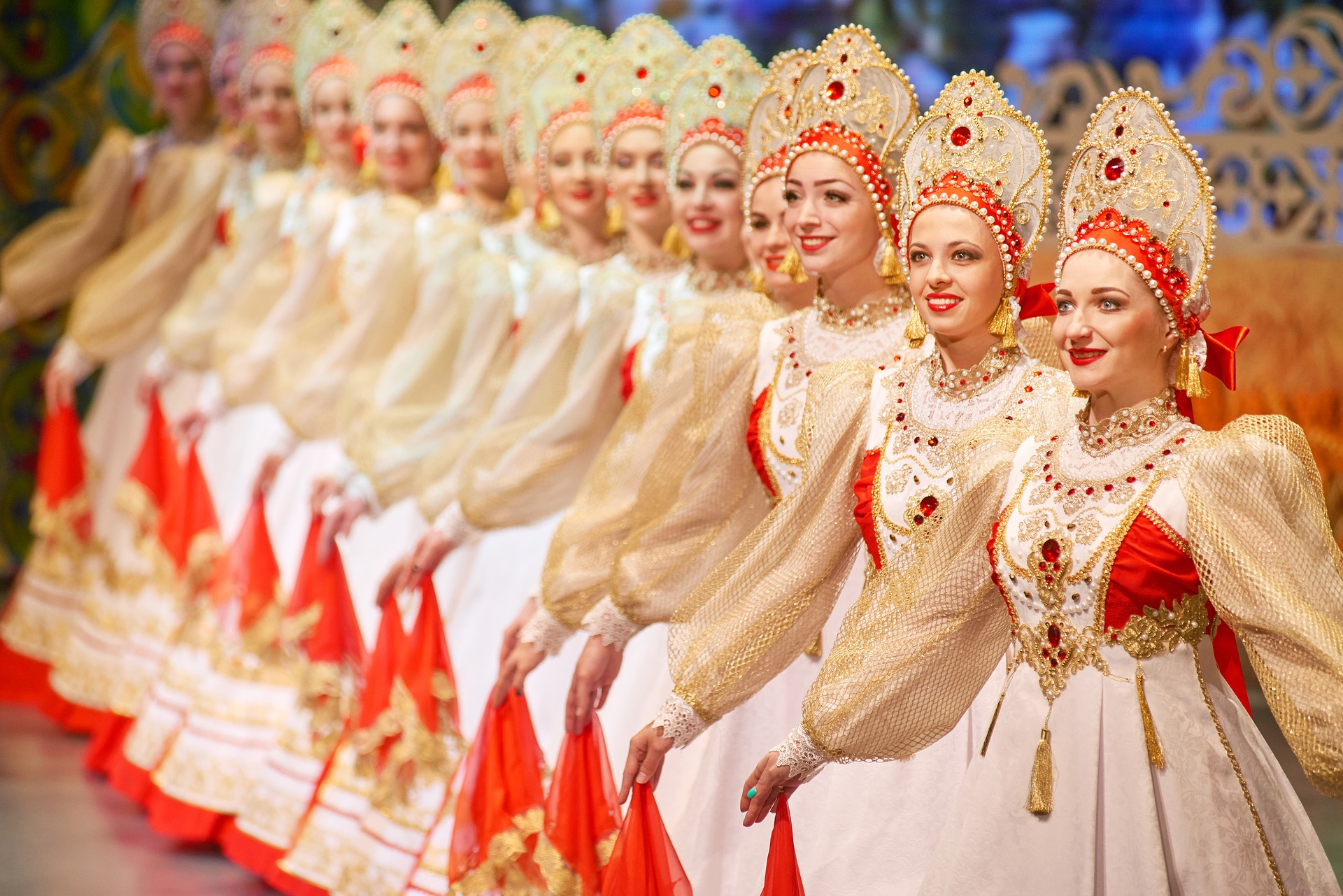
民族衣装ココシニク (頭飾り)をかぶって踊る民族舞踊。

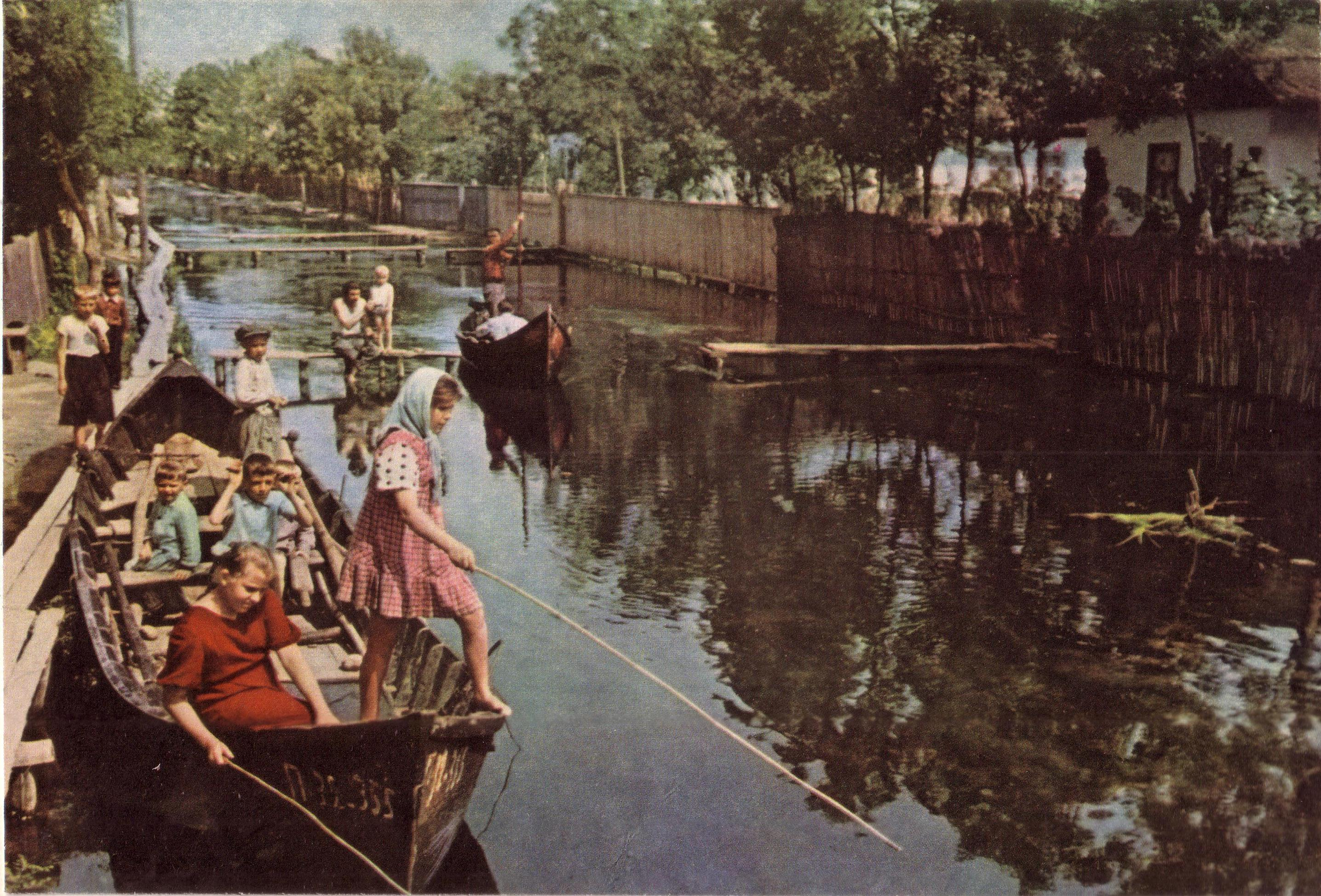
洪水時のロシアの村。

東欧の森林地帯で独自の宗教・信仰と生活様式を持っていた東スラヴ人の文化に起源をもつ。
はじめ、ロシア人の先祖は、スラブ人のすぐ近くの領土に住んでいた近隣のフィン・ウゴル人の強い文化的影響下にあった。
ロシア北西部に居住していたスラヴ人はバルト海の東側に移住してきたヴァイキングをはじめとするスウェーデン系ノルマン人入植者や先住していたバルト人、フィン人と同化していった。またスカンディナヴィアから来てキエフ・ルーシという国の建国に関わったとされるヴァイキング、ヴァリャーグ達も、ロシア人の文化的アイデンティティの形成に重要な役割を果たした。このキエフ・ルーシは988年に東ローマ帝国からキリスト教を受容したが、このことによりロシア文化はスラヴ文化と東ローマ帝国文化の融合した文化としてその後1000年発展を続けることとなった。
1453年コンスタンティノープルの陥落後、ロシアは世界最大の正教国家となり、東ローマ帝国に次いで「第3のローマ」を自称した。一方でヨーロッパ文化の影響を強く受け、特にピョートル大帝の大改革の以後ロシア文化は西欧文化を背景として大きく発展した。20世紀は共産主義イデオロギーがソビエト連邦とその最大・主導的構成国であったロシア・ソビエト連邦社会主義共和国の文化を形作った。
ロシアの文化は極めて多様である。また豊かな歴史をもち芸術の様々な面で卓越性と長い伝統を誇っている。特に文学、哲学、音楽、バレエ、建築、絵画、映画、アニメーションといった分野で世界各国の文化に一定の影響を及ぼした。
ロシア文化の基礎と成った異文化は、ポーランドなど西スラブも大きいが、何よりチェコ共和国とプロイセン・ドイツの影響が極めて大きく、特に軍事分野ではプロイセン軍の影響がかなり大きい。
ロシア文学における著名な作家としては、アレクサンドル・プーシキン、レフ・トルストイ、フョードル・ドストエフスキー、アントン・チェーホフ、イワン・ツルゲーネフ、ウラジーミル・マヤコフスキー、ボリス・パステルナーク、アンナ・アフマートヴァ、ヨシフ・ブロツキー、マクシム・ゴーリキー、ウラジーミル・ナボコフ、ミハイル・ショーロホフ、ミハイル・ブルガーコフ、アンドレイ・プラトーノフ、アレクサンドル・ソルジェニーツィン、ヴァルラーム・シャラーモフなどが挙げられる。
クラシック音楽の分野においてもピョートル・チャイコフスキーや、同年代のロシア5人組、特にモデスト・ムソルグスキー、ニコライ・リムスキー＝コルサコフなど世界的に有名な作曲家を輩出した。また20世紀になってからも、ドミートリイ・ショスタコーヴィチ、セルゲイ・プロコフィエフ、セルゲイ・ラフマニノフ、イーゴリ・ストラヴィンスキー、ゲオルギー・スヴィリードフ、アルフレート・シュニトケといった作曲家が活躍した。

## 言語
ロシア語（русский язык）はユーラシア大陸でもっとも広い地域で話され、スラヴ語派の中で現在は話者数が最も多い言語である。ロシア語はインド・ヨーロッパ語族に属し、ベラルーシ語、ウクライナ語と共に東スラヴ語群を形成する。
10世紀以降確認された古東スラヴ語の資料から、ロシア語には東スラヴ語の文法の特徴とスラヴ祖語の語彙の多くが残されているが、政治、科学、テクノロジー分野では他国の言語に由来する語も多い。冷戦期ソ連が超大国として位置付けられたことから、ロシアは20世紀の政治において多大な影響力をもった国家であり、ロシア語は国連の公用語ともなった。
ロシア語では、口蓋化した子音が二次的調音を含む、いわゆる軟音と硬音がある。ほぼ全ての子音で口蓋化音と非口蓋化音があり、ロシア語の大きな特徴となっている。また、母音弱化とアクセントの無い母音の発音も英語など他言語と違う重要な特徴である。ロシア語では語のどの音節にもアクセントをおけるため、学習者にとってもっとも難しい点のひとつとなっている。

## 宗教

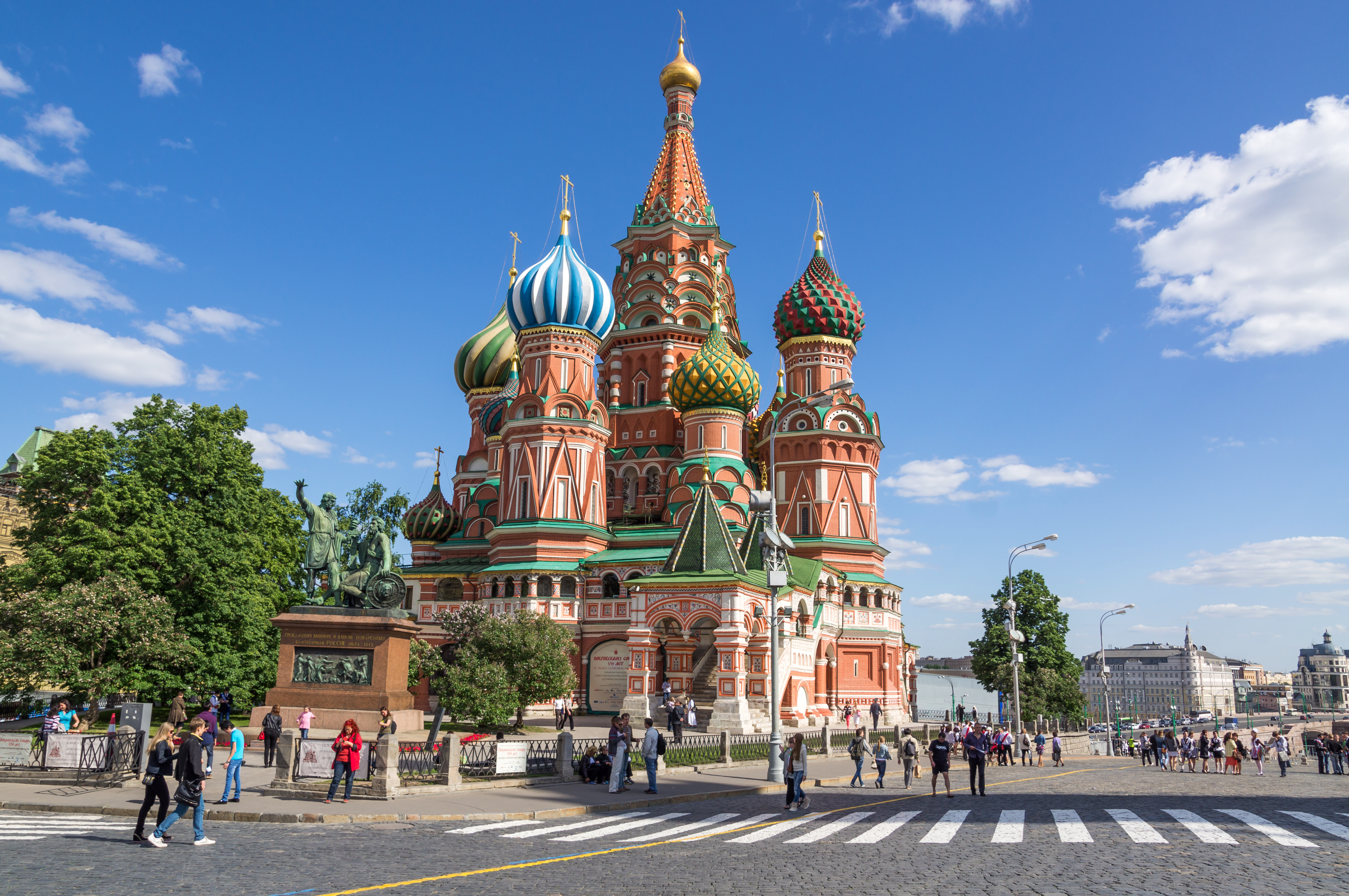
モスクワ赤の広場の聖ワシリイ大聖堂

ロシアではキリスト教正教会、イスラム教、仏教、ユダヤ教等、様々な宗教が信仰されているが、中でも正教会がもっとも広く信仰されている。2007年にロシア国民に対して行われた世論調査によると、回答者の63％は正教の信者であると回答しており、回答者の内ほぼすべての人がロシア正教会に属している。ロシア正教会はロシアのナショナル・アイデンティティ発達において重要な役割を担ってきた。ロシア国外では、ロシア正教会の信者はロシア正教会モスクワ総主教庁と直接関係を持つ教会（例：ウクライナではウクライナ正教会 (モスクワ総主教庁系)）、又は歴史的に関係を持つ教会（アメリカ正教会、在外ロシア正教会）に所属することが多い。正教の古儀式派（「ラスコーリニキ」は主流派正教会側が用いる蔑称であり中立的な立場の者は使用しない。17世紀の奉神礼改革を拒絶し主流派ロシア正教会に破門された諸教派）に所属するロシア人もいる。
信仰を持たないロシア人も、文化的な理由で正教会の信仰と自分を関連付けることがある。
ロシアに伝統的なキリスト教の教派としては、モロカン派、ドゥホボル、去勢派（スコプツィ）、鞭身派（フルィスティ）及びその他の教派からなる霊的キリスト教の諸派がある。ドゥホボルは17世紀ごろ現れ19世紀末に多くの信徒がカナダに移住した。モロカン派は、1550年頃現れ、王権神授説を否定し、イコンを拒絶、兵役も拒絶した。
その他にも、少数派の教派がある。バプテスト教会は8万5千人以上のロシア人信徒をもち、他にはペンテコステ派、福音派、セブンスデー・アドベンチスト教会、ルター派、エホバの証人などがある。
2000年代になってからは、スラブ・ネオペイガニズム（スラヴ人社会における復興異教主義）が一定の信者を獲得している。また古代スラヴ宗教の伝統と思想研究についてのウェブサイトも数多くある。

## 遺伝子
ロシア人のY染色体ハプログループの上位4種は以下になっている。

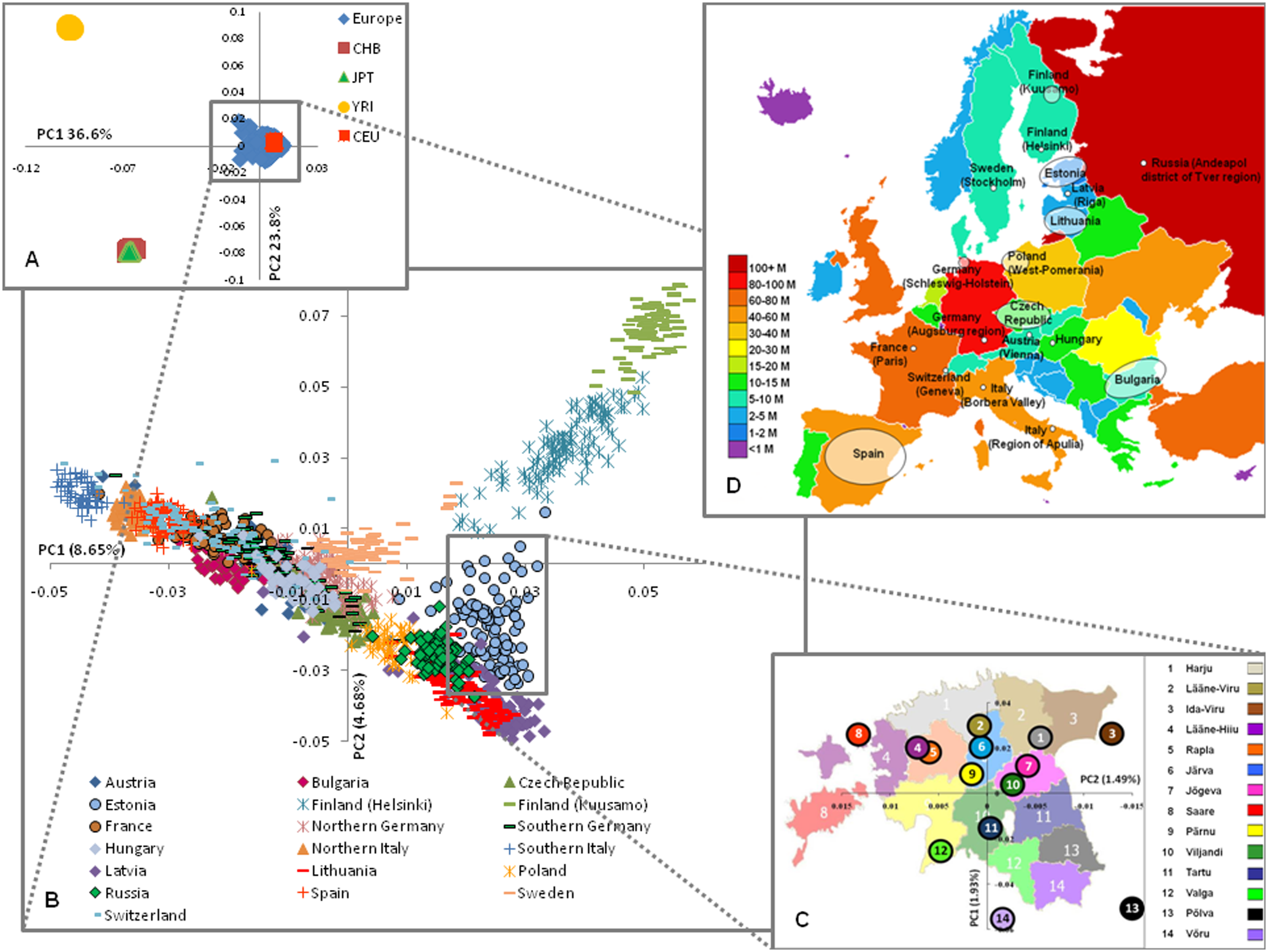
ヨーロッパ人の遺伝子構造

- ヨーロッパ人の遺伝子構造ハプログループR1a（印欧語族スラブ語系）：19.8%-62.7%。平均46.7%。
- ハプログループN（ウラル語族系）：5.4-53.7%。平均21.6%。
- ハプログループI：0-26.8%。平均17.6%。
- ハプログループR1b：0-14%。平均5.8%

## 名前
ロシア人の名前は次の3要素から構成されている。
```
名前＋父称＋姓
```